# Fernand Gravey
Fernand Gravey, pseudonimo di Fernand Maurice Noël Mertens (Ixelles, 25 dicembre 1905 – Parigi, 2 novembre 1970), è stato un attore belga naturalizzato francese.

## Biografia
I genitori di Gravey lavoravano entrambi nel mondo della spettacolo: la madre Fernande Depernay era apparsa come attrice in diverse pellicole mute prodotte dalla Belge Cinéma Film, mentre il padre Georges Mertens, attore, fu anche regista presso il Théatre des Galeries di Bruxelles. Il piccolo Fernand, nato il 25 dicembre 1905, iniziò a recitare all'età di cinque anni sotto la direzione del padre e, tra il 1913 e il 1914, apparve come attore bambino in cinque film muti diretti dal regista belga Alfred Machin. Trascorse gli anni della prima guerra mondiale in Inghilterra dove, adolescente, iniziò a interessarsi al teatro. Sportivo e appassionato di equitazione, il giovane Fernand Mertens sfruttò il soggiorno oltremanica per imparare perfettamente l'inglese e affinare quell'allure di gentiluomo che sarà una delle sue future caratteristiche sul grande schermo.
Verso la fine degli anni venti raggiunse Parigi e, sotto il nome di Fernand Gravey, iniziò a farsi conoscere sui palcoscenici della rivista, al fianco di partner femminili come Arletty, Jeanne Renouardt (che sposò nel 1928) e Cora Lynn (più tardi nota come Edwige Feuillère). Il debutto cinematografico avvenne nel 1930 con il ruolo di Armand Petitjean nel film L'amour chant (1930), diretto da Robert Florey. Per alcuni anni Gravey fu un sorridente e raffinato interprete di commedie boulevardières e il successo sugli schermi francesi gli fece ottenere il ruolo di protagonista in due commedie britanniche dirette da Herbert Wilcox, Ottocento romantico (1933) e The Queen's Affair (1934), entrambe al fianco di Anna Neagle. Il successo dei due film fece di Gravey una star di lingua inglese e destò l'interesse di Hollywood per le sue doti brillanti e per il suo fascino scanzonato.
Mantenendo un atteggiamento prudente nei confronti delle offerte provenienti dagli Stati Uniti, Gravey continuò a lavorare in Francia, comparendo fra gli altri ne I tre diavoli (1935), dramma circense in cui ebbe come partner Jean Gabin e Annabella. Solo nel 1936 decise di accettare un contratto in esclusiva con Mervyn LeRoy, preferendo l'impegno con il singolo regista piuttosto che un contratto più vincolante con una casa produttrice. Giunto in California, l'attore modificò il proprio cognome, sostituendo la “y” finale con una “t”, e debuttò in una produzione della Warner Brothers, la commedia musicale Il re e la ballerina (1937), tratta da un soggetto di Groucho Marx e Norman Krasna, e interpretata con Joan Blondell, Jane Wyman ed Edward Everett Horton. Subito dopo apparve in un'altra commedia della Warner e diretta da LeRoy, Il piacere dello scandalo (1938), accanto a Carole Lombard e Ralph Bellamy, con le musiche di Richard Rodgers e Lorenz Hart, ma il film non ebbe il successo sperato.
Nello stesso anno Gravey siglò un altro contratto con la MGM e ottenne il ruolo di Johann Strauss ne Il grande valzer (1938) di Julien Duvivier, sulla vita e l'opera del grande musicista austriaco. L'attore interpretò brillantemente il ruolo di Strauss, al fianco di Luise Rainer nella parte della moglie Poldi Vogelhuber, e di Miliza Korjus in quella di Carla Donner, la cantante con cui Strauss ha una relazione. Il film, una sfarzosa superproduzione ad alto budget, ottenne un grande successo e fece di Gravey una delle star più pagate di Hollywood. Tuttavia l'attore preferì rientrare in Francia, alla vigilia dell'occupazione nazista.
Negli anni seguenti apparve in melodrammi come Paradiso perduto (1940) di Abel Gance e Amanti senza domani (1941) di Marcel L'Herbier, e in avventure in costume come La maschera sul cuore (1942), La parola alla spada (1944) e I cavalieri di ventura (1949), ma fu principalmente impegnato sul fronte della seconda guerra mondiale quale membro dei Servizi Segreti francesi e, in particolare, della Legione straniera, alla quale aderì sotto il proprio vero nome di Fernand Mertens. Con la Legione partecipò a campagne militari sia in Francia che in Germania, congedandosi onorevolmente nel 1945 con il grado di luogotenente di riserva. Divenuto cittadino francese, nel 1952 Gravey otterrà la menzione Première Classe d'Honneur della Legione Straniera con matricola 95.454.
Dopo un graduale ritorno al cinema, nel 1950 ebbe un'ottima occasione grazie al ruolo di Charles Breitkpof, il frivolo e maturo seduttore a sua volta tradito dalla moglie Emma (Danielle Darrieux) nel film La ronde (1950) di Max Ophüls, una giostra di avventure amorose concatenate tra loro, venata da malinconiche riflessioni sui capricci e le debolezze umane, considerato uno dei grandi capolavori del cinema francese. Nello stesso anno l'attore tornò a calcare le scene teatrali con Harvey di Mary Chase e per tutti gli anni cinquanta si divise tra il palcoscenico e il grande schermo, mantenendo un repertorio di ruoli da gentiluomo elegante e da scanzonato gaudente. Nel 1954 interpretò inoltre il ruolo di Molière nella superproduzione storica Versailles (1954) di Abel Gance.
Attivo anche negli anni sessanta sul palcoscenico, Gravey tornò al cinema in rare occasioni. Nel 1958 interpretò il ruolo del dottor Duclos nella commedia di coproduzione italiana Totò a Parigi, mentre nel 1966 tornò dopo quasi trent'anni a recitare in una produzione americana, la commedia Come rubare un milione di dollari e vivere felici (1966) di William Wyler, girata in Europa accanto a Audrey Hepburn. Il talento e il fascino di gentiluomo francese di Gravey, intatti malgrado l'avanzare dell'età, vennero apprezzati in altri due film statunitensi, La pazza di Chaillot (1969) e Promessa all'alba (1970).
La sua ultima apparizione sul grande schermo fu nel poliziesco L'uomo di Marsiglia (1971), uscito dopo la morte dell'attore, avvenuta a Parigi il 2 novembre 1970 per un infarto.

## Filmografia
- Un épisode de Waterloo, regia di Alfred Machin (1913)
- Saïda a enlevé Manneken-Pis, regia di Alfred Machin (1913) (con il nome di Fernand Mertens)
- Monsieur Beulemeester, garde civique, regia di Alfred Machin (1913) (con il nome di Fernand Mertens)
- La Fille del Delft, regia di Alfred Machin (1914)
- L'amour chante, regia di Robert Florey (1930)
- Chérie, regia di Mona Goya e Louis Mercanton (1930)
- Marions-nous, regia di Louis Mercanton (1931)
- Un homme en habit, regia di René Guissart (1931)
- Sarai duchessa (Tu seras Duchesse), regia di René Guissart (1932)
- Coiffeur pour dames, regia di René Guissart (1932)
- Passionnément, regia di René Guissart e Louis Mercanton (1932)
- Le Fils improvisé, regia di René Guissart (1932)
- À moi le jour, à toi la nuit, regia di Ludwig Berger e Claude Heymann (1932)
- Le Père prématuré, regia di René Guissart (1933)
- C'était un musicien, regia di Maurice Gleize e Frederic Zelnik (1933)
- Ottocento romantico (Bitter Sweet), regia di Herbert Wilcox (1933)
- Early to Bed, regia di Ludwig Berger (1933)
- La Guerre des valses, regia di Ludwig Berger e Raoul Ploquin (1933)
- The Queen's Affair, regia di Herbert Wilcox (1934)
- Nuit de mai, regia di Henri Chomette e Gustav Ucicky (1934)
- Si j'étais le patron, regia di Richard Pottier (1935)
- Antonia, romance hongroise, regia di Jean Boyer e Max Neufeld (1935)
- Monsieur Sans-Gêne, regia di Karl Anton (1935)
- Su con la vita! (Fanfare d'amour), regia di Richard Pottier (1935)
- Le buone intenzioni (Touche-à-Tout), regia di Jean Dréville (1935)
- I tre diavoli (Variétés), regia di Nicolas Farkas (1935)
- Sette uomini e una donna (Sept hommes, une femme), regia di Yves Mirande (1936)
- La sua canzone (Le Grand refrain), regia di Yves Mirande e Robert Siodmak (1936)
- Mister Flow, regia di Robert Siodmak (1936)
- Il re e la ballerina (The King and the Chorus Girl), regia di Mervyn LeRoy (1937) (con il nome di Fernand Gravet)
- Nina Petrowna (Le Mensonge de Nina Petrovna), regia di Viktor Tourjanski (1937)
- Il piacere dello scandalo (Fools for Scandal), regia di Mervyn LeRoy e Bobby Connolly (1938) (con il nome di Fernand Gravet)
- Il grande valzer (The Great Waltz), regia di Julien Duvivier (1938) (con il nome di Fernand Gravet)
- Le Dernier tournant, regia di Pierre Chenal (1939)
- Paradiso perduto (Paradis perdu), regia di Abel Gance (1940)
- Amanti senza domani (Histoire de rire), regia di Marcel L'Herbier (1941)
- La Loi du 21 juin 1907, regia di Sacha Guitry (1942)
- Romance à trois, regia di Roger Richebé (1942)
- La Nuit fantastique, regia di Marcel L'Herbier (1942)
- La maschera sul cuore (Le Capitaine Fracasse), regia di Abel Gance (1942)
- Domino, regia di Roger Richebé (1943)
- La parola alla spada (La Rabouilleuse), regia di Fernand Rivers (1944)
- Pamela (Paméla), regia di Pierre de Hérain (1945)
- Otello deve morire (Il suffit d'une fois), regia di Andrée Feix (1946)
- Capitaine Blomet, regia di Andrée Feix (1947)
- I cavalieri di ventura (Du Guesclin), regia di Bernard De Latour (1949)
- Il piacere e l'amore (La ronde), regia di Max Ophüls (1950)
- Gunman in the Streets, regia di Frank Tuttle (1950) (con il nome di Fernand Gravet)
- La signorina Josette mia moglie (Mademoiselle Josette me femme), regia di André Berthomieu (1951)
- Ma femme est formidable, regia di André Hunebelle (1951)
- Sacrificio supremo - Braccato (Le traqué), regia di Borys Lewin (1951)
- Le plus heureux des hommes, regia di Yves Ciampi (1952)
- Mon mari est merveilleux, regia di André Hunebelle (1952)
- L'età dell'amore, regia di Lionello De Felice (1953)
- Versailles (Si Versailles m'était conté), regia di Sacha Guitry (1954)
- Treize à table, regia di André Hunebelle (1955)
- Courte tête, regia di Norbert Carbonnaux (1956)
- Mitsù, peccatrice ingenua (Mistou ou Comment l'esprit vient aux filles...), regia di Jacqueline Audry (1956)
- La Garçonne, regia di Jacqueline Audry (1957)
- Le Temps des oeufs durs, regia di Norbert Carbonnaux (1958)
- L'École des cocottes, regia di Jacqueline Audry (1958)
- Totò a Parigi, regia di Camillo Mastrocinque (1960)
- Les Croulants se portent bien, regia di Jean Boyer (1961)
- Una ragazza a rimorchio (Les Petits matins), regia di Jacqueline Audry (1962)
- La dama de Beirut, regia di Ladislao Vajda (1965)
- Come rubare un milione di dollari e vivere felici (How to Steal a Million), regia di William Wyler (1966)
- I cannoni di San Sebastian (La Bataille de San Sebastian), regia di Henri Verneuil (1968)
- La pazza di Chaillot (The Madwoman of Chaillot), regia di Bryan Forbes (1969)
- Portami quello che hai e prenditi quello che vuoi (Les Caprices de Marie), regia di Philippe de Broca (1970)
- Promessa all'alba (Promise at Dawn), regia di Jules Dassin (1970)
- L'uomo di Marsiglia (L'Explosion), regia di Marc Simenon (1971)

### Televisione
- Princesse Czarda, regia di Dirk Sanders - film TV (1968)
- La Maison des bois, regia di Maurice Pialat - miniserie TV (1971)